# 桂源太
桂 源太（かつら げんた、1996年3月8日 - ）は、上方落語の落語家。本名は松山 直樹。

## 来歴
大阪府八尾市出身。小学5年生時、M-1グランプリでのチュートリアルの漫才に衝撃を受けお笑い芸人を夢見たものの、関西学院大学入学時お笑いサークルを探すも見つからず、仕方なく落語研究会に所属。四笑亭　笑ん太（よんしょうてい　えんた）の高座名を名乗り会長も務め、大学2年時に第13回（2016年）全日本学生落語選手権・策伝大賞で大賞を受賞した。大学卒業後の2018年4月18日に桂雀太に入門する。
2020年4月年季明け。2022年にNHK新人落語大賞本戦に初めて進出したが、大賞受賞はならなかった。

## 人物
関西学院大学落語研究会で源太の次に会長を務めたのが桂天吾、その次が笑福亭喬路だった。源太と天吾は2023年に、全日本学生落語選手権の開催地である岐阜県岐阜市で落語会「二人会」を始め、2024年からは「年季明け」した喬路を加えた「三人会」としている。